# Pistolet sygnałowy wz. 26
Pistolet sygnałowy wz. 26 – jednostrzałowy pistolet sygnałowy polskiej konstrukcji.
Pistolet ten jest zmodernizowaną wersją pistoletu sygnałowego wz. 24 oznaczony jako wz. 1926 w którym zwiększono kaliber lufy do 35,2 mm, skrócono lufę oraz powiększono wyciąg łusek. Do pistoletu można było stosować wkładkę redukcyjną która pozwalała na użycie amunicji od pistoletu wz. 1924.

## Dane techniczne
- masa broni – 1,37 kg.[1]
- długość – 243 mm
- długość lufy – 127,3 mm